# Ethos Capital
Ethos Capital est une société de capital-investissement fondée en 2019. Un de ses investissements a été la tentative d'acquisition du Public Interest Registry, l'organisation chargée de la gestion du domaine de premier niveau .org appartenant à Internet Society, pour un montant d'1,135 milliard d'euros. 
L'ICANN a finalement bloqué la vente à la suite de la levée de boucliers de nombre d'ONG ayant un domaine en .org
 le 30 avril 2020. Ethos Capital a été fondé par l'ancien directeur général de l'ICANN, Fadi Chehadé, et l'investisseur Erik Brooks qui a été responsable de l'acquisition par Abry Partners de Donuts, un registre de noms de domaine. D'autres anciens membres du personnel de l'ICANN, tels que l'ancienne vice-présidente Nora Abusitta-Ouri, ont également rejoint Ethos Capital.